# Espátula

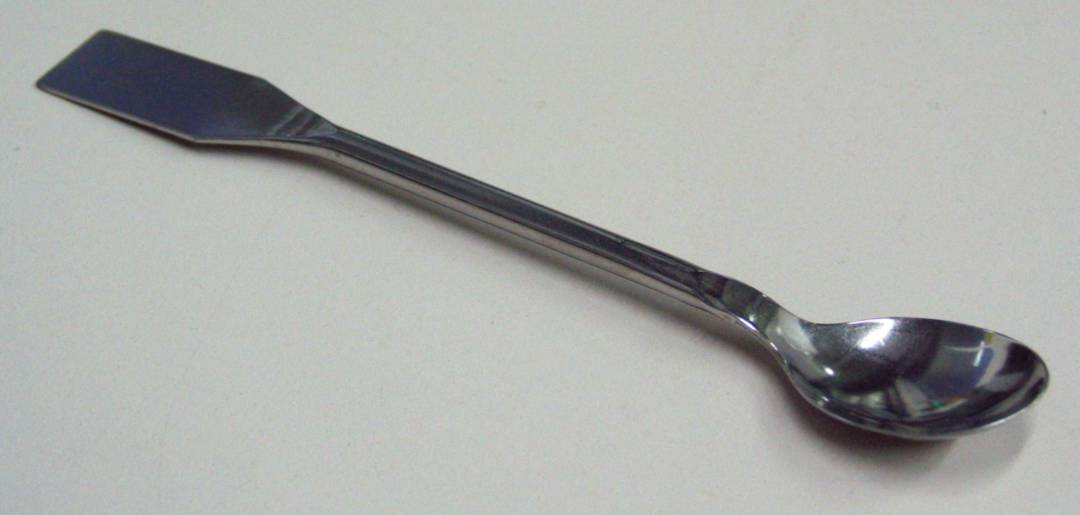
Cuchara espátula de metal, utilizada en laboratorios de química.

Una espátula es una herramienta que consiste en una lámina plana de metal con agarradera o mango similar a un cuchillo con punta redondeada. Según su uso, hay diferentes tipos de espátula: 
- En química, Es uno de los materiales de laboratorio. Se utiliza para tomar pequeñas cantidades de compuestos que son, básicamente, polvo. Se suele clasificar dentro del material de metal y es común encontrar en recetas técnicas el término punta de espátula para referirse a esa cantidad aproximadamente. Tienen dos curvaturas, una en cada lado, y cada una hacia el lado contrario a la otra.
- En construcción,  una espátula suele ser una hoja, fina y flexible y se utiliza para limpiar, alisar, rascar (la pintura, por ejemplo), levantar incrustaciones, etc. Con forma rectangular se le suele llamar rasqueta.

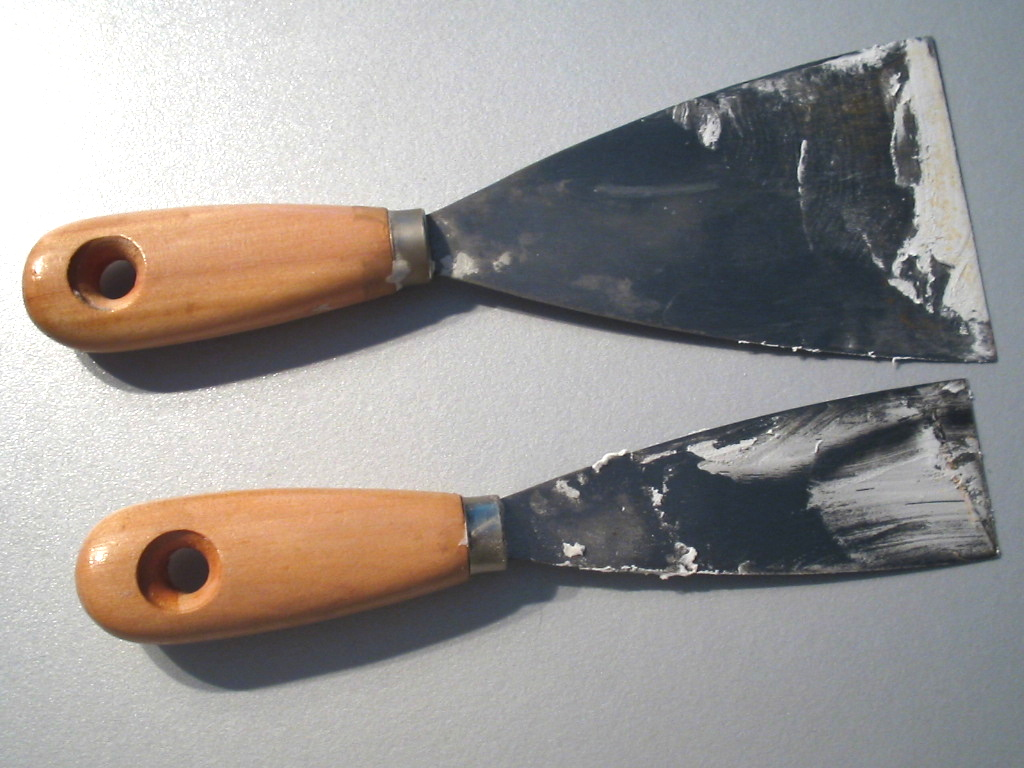
Espátulas de construcción.

- En cocina, es un instrumento de metal o plástico con hoja plana como el anterior que sirve básicamente para rebañar los restos que quedan en ollas, bandejas, etc.
- En pintura es un instrumento que se utiliza para mezclar diferentes pigmentos. Suele ser de metal.